# Max Streib
Max Streib, švicarski rokometaš, * 20. december 1912, † 1. november 1989.
Leta 1936 je na poletnih olimpijskih igrah v Berlinu v sestavi švicarske rokometne reprezentance osvojil bronasto olimpijsko medaljo.